# Branislav Sekulić
Branislav Sekulić (in serbo Бpaниcлaв Ceкулић?; Belgrado, 29 ottobre 1906 – Berna, 24 settembre 1968) è stato un calciatore e allenatore di calcio jugoslavo.

## Carriera

### Giocatore
In carriera, Sekulić giocò per vari club europei.
Sekulić giocò anche per la nazionale jugoslava al Mondiale 1930.

### Allenatore
Come allenatore, Sekulić allenò numerose squadre europee (in Jugoslavia, Svizzera e Belgio) e la nazionale Svizzera.

## Palmarès

### Giocatore

#### Club
- Campionato jugoslavo: 2

Jugoslavija: 1924, 1925
- Coppa di Francia: 1

Montpellier: 1928-1929
- Campionato svizzero: 1

Grasshoppers: 1930-1931

#### Individuale
- Capocannoniere della Prva Liga: 1

1925 (3 gol)